# 진일유고
진일유고(眞逸遺稿)는 조선 초 좌정언(左正言)을 역임한 진일재(眞逸齋) 성간(成侃 : 1427-1456)의 시문집이다. 2006년 4월 28일 대한민국의 보물 제1466호로 지정되었다.

## 개요
『진일유고』는 조선 초 좌정언(左正言)을 역임한 진일재(眞逸齋) 성간(成侃 : 1427-1456)의 시문집으로, 이 책은 그가 죽은 뒤에 형인 이조판서 성임(成任)이 글을 모으고 대제학을 역임한 그의 동생 성현(成俔)이 편집하여 세조 13년(1467년)에 목판으로 간행한 초간본이다.
문집의 내용은 권두에 서거정(徐居正)이 쓴 서문과 동생 성현(成俔)이 지은 저자의 행장이 수록되어 있고, 권1-3은 시(詩)가 수록되어 있으며 권4에는 부(賦)·서(序)·기(記)·설(說)·서후(書後)·전(傳)·전(箋) 등 산문 13편이 수록되어 있다. 권말에는 그의 친구인 이승소(李承召)가 1458년에 쓴 발문이 있다.
특히 이 문집에는 그와 교유한 강희맹(姜希孟)·김수온(金守溫)·김수녕(金壽寧)·노사신(盧思愼)·서거정(徐居正)·이승소(李承召)·임원준(任元濬)·이파(李坡) 등과 같은 당대의 명사들과 주고받은 글이 다수 수록되어 있어 조선 초기 문인들의 문학과 사상의 연구에 중요한 자료가 된다. 조선초기에 간행된 몇 종 안 되는 문집으로 조선초기 문학과 서지학 연구에 귀중한 자료이다.

## 같이 보기
- 성간

## 참고 자료
- 진일유고 - 국가유산청 국가유산포털